# Lieber tot als Sklave

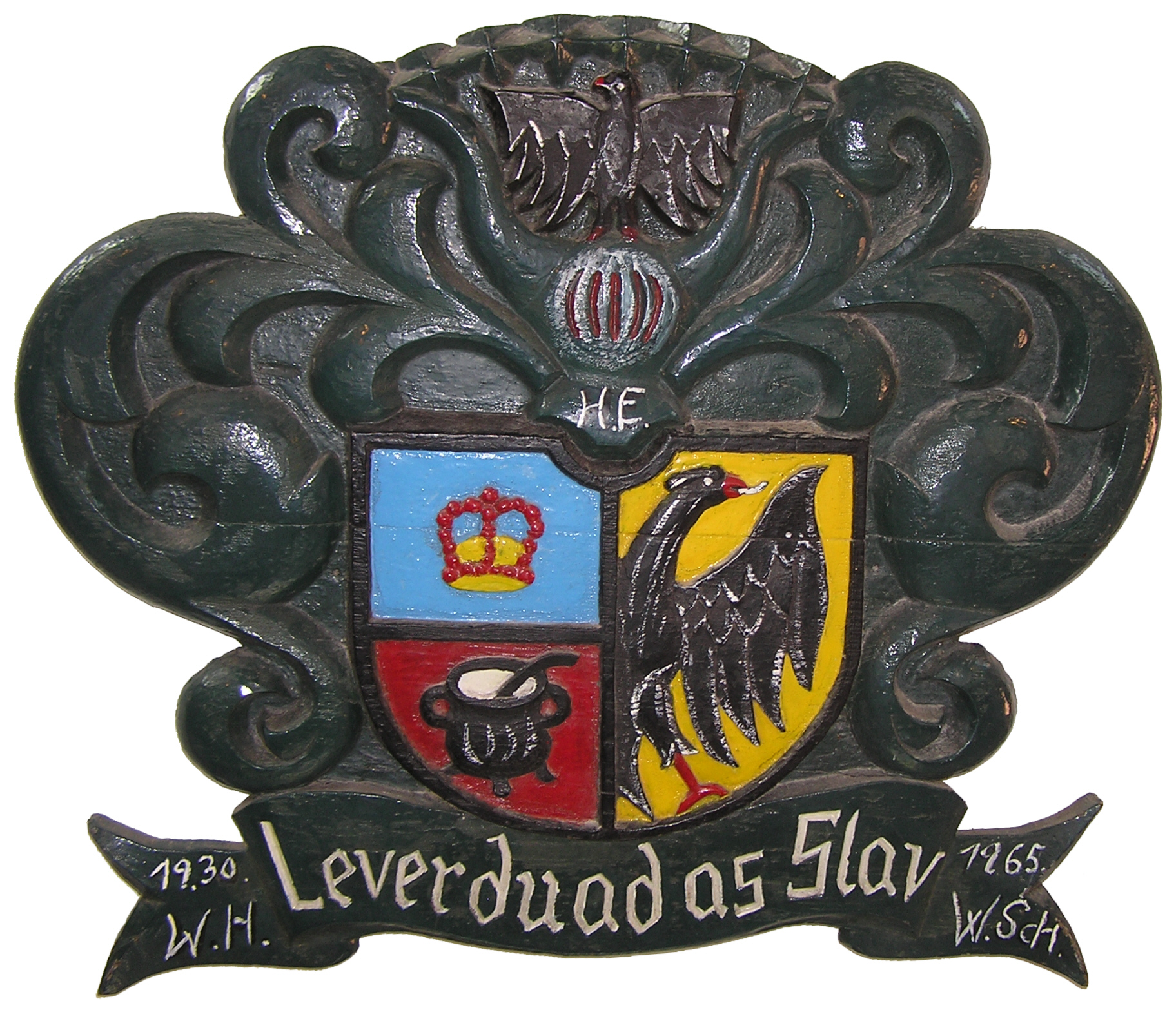
Phantasiewappen Nordfrieslands nach Vorstellungen aus dem Umkreis von Christian Feddersen, um 1844

Lieber tot als Sklave (Nordfriesisch: „Lewer duad üs Slaw“; Westfriesisch: „Leaver dea as slaaf“; Niederdeutsch: „Lewer dood as Slaav“, Dänisch: "Hellere død end slave") ist ein im 19. Jahrhundert erstmals in dieser Form nachgewiesener politischer Wahlspruch an der friesischen Nordseeküste. Er wird seither in zahlreichen Sprachvarianten und Rechtschreibversionen verwendet.
Die ursprünglich lateinischen Sprüche „Lieber den Tod als die Sklaverei“ und „Lieber tot als unfrei“ stammen aus dem Mittelalter und waren vor allem mit der Tradition der Friesischen Freiheit verbunden. Sie spielten eine wichtige Rolle in den politischen Diskursen in den Generalstaaten, doch wurden sie in der Aufklärungszeit in anderen Teilen Europas und Amerika neuentdeckt und mit aktueller Freiheitsrhetorik und Revolutionsgedanken verbunden. In der Nationalromantik wurde der Spruch zu „Lieber tot als Sklave“ umformuliert. Die friesischen und niederdeutschen Varianten verbreiteten sich seit den 1840er Jahren von Nordfriesland aus. Der Spruch wurde in den 1920er und 1930er Jahren vorübergehend von den Nationalsozialisten vereinnahmt; dessen ungeachtet hat man ihn nach 1945 auch in den Niederlanden aufgegriffen. Seit dem Ausgang des 20. Jahrhunderts spielt er eine bestimmte Rolle in der kulturellen Vermarktung des Küstentourismus und der Marke Friesland.
Historiker haben festgestellt, dass das Sprichwort in seiner heutigen Form ein Produkt der Nationalromantik ist, das weitgehend aus Mythen aufgebaut ist. Dennoch kam es nach der letzten Jahrhundertwende zu einer gewissen Remythologisierung der friesischen Vergangenheit, wodurch gelegentlich wieder von der mittelalterlichen Herkunft des Sprichworts ausgegangen wird.

## Sprachvariante

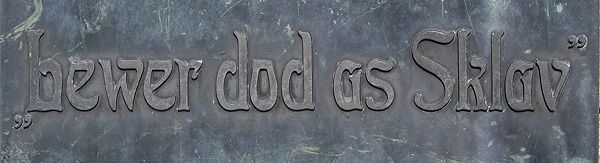
Niederdeutsche Inschrift (nach Hermann Allmers) auf dem Denkmal des „Hartwarder Friesen“ in Rodenkirchen, 1914

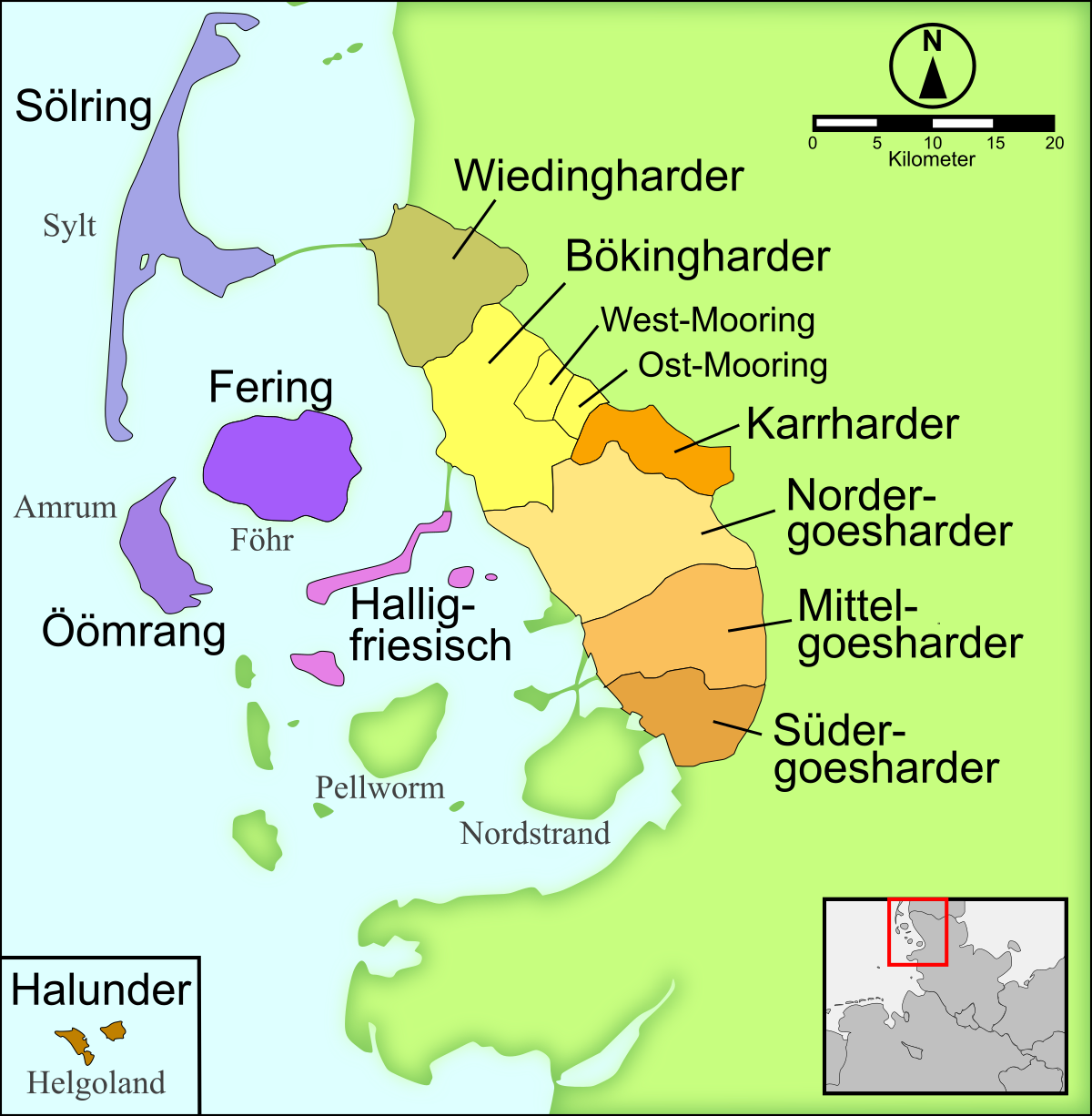
Die nordfriesischen Dialekte.

Der friesische Spruch „Lieber tot als Sklave“ findet sich in unterschiedlicher Schreibweise, abhängig von dem jeweiligen Dialekt. Die Verschriftlichung, Standardisierung und der lexikografische Ausbau der verschiedenen Sprachen und Dialekte hat sich erst in der zweiten Hälfte des 20. Jahrhunderts vollzogen, weshalb es viele Buchstabierungsvarianten gibt.
Als allgemein nordfriesisch darf wohl die Unterschrift des neu gestalteten Landeswappens gelten, zuerst abgebildet auf einer Fahne, die auf dem ersten Heimatfest der Nordfriesen in Bredstedt 1844 gezeigt und umgetragen wurde. Die Unterschrift wurde hier als „Liewer düd as Slaw“ (im mooringer Dialekt) geschrieben, doch sie wird heute in der Regel mit „Lewer duad üs Slaw“ (auf Öömrang) angegeben.
Die Gründungsväter der nordfriesischen Bewegung haben unterschiedliche Varianten benutzt, sowohl im mooringer-bökingharder Friesisch („Liewer düd äß Slaawe“) als auch in den Dialekten von Sylt („Lewwer duad üs Slaav“), Föhr und Amrum („Lever duad üs Slav“). Die älteste westfriesische Variante („leavor dead as slaef“) ist datiert auf 1854, die erste niederdeutsche („Lewer dod as Sklav“) auf 1860. Sämtliche Varianten entsprechen nicht mehr den aktuellen lexikographischen Standards, doch sind sie häufig auf Gedenksteinen und Wappenschildern sowie in den Medien zu finden.
| Nordfriesisch (allgemein)                     | Lewer duad üs Slaw!              |
| Sylter Friesisch (Sölring)                    | Lewer duar üs Slaav!             |
| Föhrer Friesisch (Fering)                     | Leewer duad üüs Slaav!           |
| Amrumer Friesisch (Öömrang)                   | Leewer duad üs Slaav.            |
| Helgoländer Friesisch (Halunder)              | Liiwer dooad es Skloaw!          |
| Wiedingharder Friesisch                       | Liiwer duuid as Sloow!           |
| Bökingharder Friesisch                        | Liiwer düüdj as Sloow! (Slååw!)  |
| Karrharder Friesisch                          | Liiwer düüdj as Slååw!           |
| Nordergoesharder Friesisch                    | Liiwer duud as Sloof! (Slååf!)   |
| Mittelgoesharder Friesisch                    | Liiwer duud as Slååf! (Schlååf!) |
| Südergoesharder Friesisch (1981 ausgestorben) | Liawer duad as Slååw! (Schlååw!) |
| Halligfriesisch                               | Liawer duad as Slaof!            |
| Saterfriesisch (Ostfriesisch)                 | Ljauer dood as Slowe!            |
| Westfriesisch (1980)                          | Leaver dea as slaaf!             |
| Ostfriesisches Platt                          | Lever dood as Slaav!             |
| Altfriesisch (rekonstruiert)                  | Liaver dād als Slave!            |
| Nordniedersächsisch                           | Lewer dood as Slaav!             |
| Niederländisch                                | Liever dood dan slaaf!           |
| Dänisch                                       | Hellere død end slav!            |

## Geschichte

### Lieber den Tod als die Sklaverei

#### Bartholomaeus Anglicus
Die friesische Geschichte und Kultur ist unter anderem von der mittelalterlichen Friesischen Freiheit geprägt, deren Überlieferung sich bis zum 15. Jahrhundert weitgehend auf die südlich der Nordsee lebenden Friesen beschränkt.
Der Franziskanermönch Bartholomaeus Anglicus verfasste in Magdeburg um 1240 eine Weltenzyklopädie De proprietatibus rerum, in der auch ein Stichwort Frisia aufgenommen wurde. Darin behauptet er, wohl mit impliziter Verweisung auf den Heldenmut der alten Germanen, über die Friesen:

„Gens quidem est libera extra gentem suam, alterius domino non subjecta. Morti se opponunt gratia libertatis et potius mortem eligunt quam iugo opprimi servitutis.“

„Dieses Volk ist frei nach außen hin und keiner anderen Herrschaft unterworfen. Um ihrer Freiheit willen setzen sie sich dem Tode aus, und sie wählen lieber den Tod als das Joch einer drückenden Knechtschaft.“

Der Passus geht wohl auf die Magnusküre, eine Zusammenstellung von Rechten und Pflichten der Friesen mit Bezug auf Carolus Magnus (Karl der Große), aus dem 13. Jahrhundert zurück, in der behauptet wird, Karl der Große hätte die Friesen aus dem Joch der Wikingersklaverei befreit, nachdem sie ihr Leben gewagt hätten, im Jahr 802 für ihn die Stadt Rom zu erobern. Der Text war bei den Friesen allgemein bekannt und bildete die Grundlage für die Anerkennung der friesischen Freiheitsprivilegien durch den römisch-deutschen Gegenkönig Wilhelm von Holland. Dieses sei als Dank für ihre Hilfe bei der Einnahme Aachens im Oktober 1248 geschehen.
Die Enzyklopädie des Anglicus war im Spätmittelalter handschriftlich weit verbreitet. Sie wurde 1471 erstmals gedruckt und bis 1601 wiederholt aufgelegt. Das Buch wurde viel gelesen, zitiert und übersetzt. Das Friesenzitat ging bereits am Ausgang des 15. Jahrhunderts in die friesische Geschichtsschreibung ein, z. B. in die Gesta fresonum (um 1500), bei Worp van Thabor (vor 1538), Cornelius Kempius (1588), Ubbo Emmius (1596) und Pier Winsemius (1622). Christianus Schotanus übersetzte den Spruch 1655 ins Niederländische, indem er schrieb, die alten Friesen riskierten ihr Leben und wollten lieber sterben, als sich unter dem Joch der Sklaverei zu bücken.
Der Passus dürfte in Nordfriesland bekannt gewesen sein. Die Eiderstedtische Chronik (um 1482) schreibt, dass die Friesen, die in 1252 König Abel von Dänemark töteten, einander vor der Schlacht versprochen hätten, sie würden eher sterben, als die Freiheit, die Karl der Große ihnen gestattet hatte, aufzugeben. Der Chronist Peter Sax, der auch die niederländische Literatur zur Verfügung hatte, machte daraus 1637, sie wollten lieber alle „honneste sterben, alße  … das schändtliche Joch der servitut auf sich nehmen“. Eher ihre Freiheit zu verlieren und dem König Schatz zu geben, schlussfolgerte der Chronist Anton Heimreich in seiner 1666 veröffentlichten Nord-Fresische Chronick, wollten sie lieber das Leben daran wagen.

#### Freiheitsrhetorik
Die entsprechende spätmittelalterliche Freiheitsrhetorik war weit verbreitet und beschränkte sich nicht auf die Friesen. Bartholomaeus Anglicus, Richard von Chichester und John Fordun berichteten Ähnliches über die Engländer und Schotten. Sie wurde durch die Wiederentdeckung der Germania des Tacitus und die Rezeption klassischer Autoren im Humanismus gefördert. Ciceros Behauptung etwa, die Bürger Roms hätten statt der Sklaverei den Tod bevorzugt („mors … servitute potior“), war in vielen Kompendien zu lesen. Die klassischen Sätze gingen auch in die Lexika ein, wie bei dem Jesuiten François-Antoine Pomey, der den Satz „Mors mihi est servitute potior“ 1684 als „Ich will lieber sterben / als ein Sclav seyn“ übersetzte.
Demzufolge ist es schwer feststellbar, woher vergleichbare Äußerungen im 16. und 17. Jahrhundert stammen. So behauptete die niederländische Unabhängigkeitserklärung von 1581, der spanische König hätte versucht, die alte Freiheit der Einwohner in Sklaverei zu verwandeln. Die Verteidiger Leidens 1573/74, heißt es in einer Denkschrift, hätten lieber den Tod gesucht, als wie arme Sklaven zu sterben. Die republikanisch gesinnten Autoren Marcus Zuerius Boxhorn (1649/50) und Pieter de la Court (1650, 1662) argumentierten ebenfalls, es sei besser zu sterben, als unter der Sklaverei zu leben. De la Court benutzte dabei den Slogan „Tenere libertatem aut mori ante servitium“ („Die Freiheit behalten oder sterben anstatt der Sklaverei“).

#### Spanische Sklaverei
Die Befreiung aus dem Joch der spanischen Sklaverei wurde zu einem Topos, das die westfriesische Geschichtsschreibung, die politischen Diskurse und die Staatsraison tief durchdrang, indem die aktuelle Lage immer wieder mit der (vermeintlichen) mittelalterlichen Freiheit verglichen wurde. In Schotanus’ west- und ostfriesischer Geschichte von 1658, die von den Römern bis zur Gründung der Generalstaaten reicht, findet sich das Wort „Sklaverei“ fast sechzig Mal. Der bekannte Wahlspruch wird zwar erwähnt, doch hier in Zusammenhang mit den Kämpfen um die Eroberung der Herrschaft Westfriesland durch Albrecht den Beherzten 1498, die als das Ende der mittelalterlichen Freiheit galten. Auch die friesischen Einwohner des Landes Wursten hätten während der Eroberung 1525 lieber den Tod gesucht, als sich unter die Sklaverei des Bremer Erzbischofs begeben zu müssen. Ähnliches erzählt Pier Winsenius (1622) über die Eroberung der friesischen Bezirke Nordhollands 1289.
Diese frühmoderne Freiheitsrhetorik war selbstverständlich nicht auf die Friesen oder Holländer beschränkt. Man findet sie häufig in Beschreibungen der kolonialen sowie der osmanischen Sklaverei. Während der Belagerung von Barcelona (1713) gehörte der Wahlspruch „Tod oder Sklaverei“ zum Wortschatz der Verteidiger. Der Spruch „Viurem lliures o morirem“ („Lebe frei oder stirb“) ist noch heute ein Motto der katalanischen Autonomiebewegung.

### Lieber tot als unfrei

#### Eneo Silvio Piccolomini
Die lateinische Phrase des Bartholomaeus Anglicus wurde in vereinfachter Form von Enea Silvio Piccolomini, dem späteren Papst Pius II., in seinem Werk De Europa (1458) übernommen. Dieser hat die Region während eines Besuchs in Holland 1436 kennen gelernt. Bei ihm heißt es „Phriso pro libertate mortem appetit“ („Der Friese nimmt für die Freiheit den Tod in Kauf“), oder in der Übersetzung von Hartmann Schedel 1493: „der Friess begert nit unwillig des tods umb die freyheit“. Auch dieser Passus wurde auf mancherlei Weise im Druck verbreitet und zitiert, sowohl allein als auch in Kombination mit den Sätzen des Anglicus. So etwa bei Lodovico Guicciardini (1567), der schreibt, die Friesen „haben die Freyheit sehr lieb / und dieselbige zu beschützen achten sie das leben nicht“. Seine prägnante Darstellung der friesischen Geschichte reicht von der Römerzeit bis zur Eingliederung Westfrieslands (1524) und Groningens (1536) in das habsburgisch-spanische Reich. Die Friesen hätten sich immer heftig gewehrt und seien aufrührerisch geworden, sobald ein neuer Herr sie zu überwältigen drohte. Erst seit Kurzem hätte man sie zum Gehorsam gebracht, und seitdem lebten sie in Frieden.

#### Generalstaaten
Der Beitritt der Herrschaft Westfriesland zu den Generalstaaten 1578–1580 bewirkte eine Umformulierung der Freiheitsrhetorik, die sich von der inneren Freiheit auf die Freiheit nach außen verlegte. Die Gründung der Republik wurde als Wiederherstellung der mittelalterlichen Freiheit gewürdigt. Die Erbstatthalter der Oranierdynastie aus dem Haus Nassau-Dietz galten fortan als Schutzherren der friesischen Freiheit, die man allerdings durch die holländische Vorherrschaft, deren pragmatische Außenpolitik sowie die Kriegslasten und den damit zusammenhängenden Steuerdruck bedroht sah. Die führenden Adelsfamilien präsentierten sich ihrerseits als Urheber der Freiheit, währenddessen oppositionelle Gedanken allmählich unterdrückt wurden.
In der teils fiktiven aber einflussreichen Chronik Westfrieslands von Ocka Scharlensis und Andreas Cornelius (1597) wird der Satz mit der Abwehr holländischer Angriffe im 14. Jahrhundert verbunden: Die freien Friesen seien immer bereit für die Freiheit ihres Landes zu sterben. Der Satz wurde darauf zum Wahlspruch der verkürzten Neuausgabe der Chronik, die Johannes Hilaridus 1677 unter dem Titel It aade Friesche terp („Das alte friesische Dorf“) veröffentlichte. Hier heißt es, wiederum in Anlehnung an Eneo Silvio, der Friese weigere sich nicht, für seine Freiheit eben den Tod zu suchen. Der Mut der Oranierfürsten hätte die Friesen aus der Sklaverei des Teufels (d. h. des Sonnenkönigs Ludwig XIV.) gerettet. Die Wortwahl des Spruchs, mit Phriso im Singular, betonte, dass man dabei nicht allein die freien Friesen im Allgemeinen, sondern vor allem auch den Statthalter als Rechtsnachfolger des legendären Königs Friso im Auge hatte. Sogar der Name des Statthalters Johann Wilhelm Friso (1687–1711) enthält einen impliziten Verweis auf die Tradition der friesischen Freiheit.
Weit verbreitet war die Predigtsammlung Christelycke zee-vaert, die der niederländische Pastor Adam Westerman 1611 erstmals veröffentlichte. Im Anhang befand sich eine kleine Geschichte der „alten Hansestadt Stavoren“. Darin wurde die bekannte Schlacht bei Stavoren beschrieben, in der der holländisch-hennegauische Graf Wilhelm IV. 1345 unweit vom dortigen Chorherrenkloster von den Westfriesen getötet wurde. Westerman behauptet hier, der Wahlspruch (advijs) der siegreichen Friesen wäre seit jeher „Phriso pro Libertate Mortem oppetit. Dat is / liever doot dan onvrij“ („Lieber tot als unfrei“). Die Wortwahl der Übersetzung war vermutlich neu; das Wort Sklaverei war hier jedoch nicht zu finden.
Westermans Bestseller wurde viele Male neu aufgelegt. Seine Umformulierung des Spruchs war demzufolge weit verbreitet und wurde von mehreren Autoren übernommen. „Lieber tot als unfrei“ war ein geläufiges Sprichwort der alten Friesen, behauptet der Rotterdamer Pastor Franciscus Ridderus 1664. Hendrik Soeteboom (1648) verlegte den Ursprung des Spruchs auf die Zeit Karls des Kühnen (um 1470). In seiner De Zaanlants Arkadia (1658) behauptete er zudem, die lateinische Vorlage (verballhornt zu „Phrisopto Liberta Mortum Oppetit“) sei 1289 auf den Wimpeln und Bannern und in den Kampfrufen der Friesen in Nordholland zu finden gewesen.
Wegen der Geläufigkeit wurde der Satz „Lieber tot als unfrei“ auch in eine handschriftliche Sprichwörtersammlung des späten 17. Jahrhunderts aufgenommen. Der alte Sinnspruch beweise, dass die Friesen ihre Freiheit immer hoch geschätzt hätten, bezeugt der Buchhändler und Antiquar Wicher Wichers aus Leeuwarden 1755: Der Himmel gebe, dass die goldene Freiheit, die auf dem Blut und den Schätzen der Vorfahren gegründet wurde, weiter erhalten bleibe. Man sollte den Spruch der alten Friesen, so heißt es noch 1781 während es englisch-niederländischen Kriegs, nicht vergessen und sich gegen die Feinde bewaffnen. Dennoch geriet Westermans prägnante Formulierung allmählich in Vergessenheit.
1666 erschien Anton Heimreichs Werk Nord-Fresische Chronick, in der dieser Westermans Spruch mit „Lieber Tod / als unfrey!“ übersetzt und auf die Nordfriesen bezieht. Er verknüpfte ihn zudem mit einem zweiten Spruch, „Ela fria Fresena“ („edle freie Fresen“), der indirekt von Cornelius Kempius entlehnt worden war. Statt des Bezugs zur Schlacht bei Stavoren verlegt Heimreich die Gültigkeit beider Sprüche in die Zeit Karls des Großen und der späteren Friesischen Freiheit. Rudolf Bülck meint, nicht ohne Übertreibung, Heimreich hätte „das berühmte Wort … zuerst auf deutschem Bodem“ gebracht, doch wäre das Schlagwort damit „noch nicht oder erst half geschaffen“: es musste erst poetisch umformuliert werden und seinen letzten Schliff bekommen, was allerdings im 19. Jahrhundert geschah.
1819 wurde eine von Niels Nikolaus Falck herausgegebene Neuauflage der Heimreichschen Chronik gedruckt. Dadurch wurde der bereits in Vergessenheit geratene Spruch wieder der deutschen Öffentlichkeit zugänglich. Heimreichs Interpretation zufolge wurde die volkssprachliche Phrase „Lieber tot als unfrei“ fortan als ältere Vorlage für das lateinische Original angesehen.

### Aufklärung und Revolution
Der Aktualisierung beider Sprüche ist jedoch vor allem auf die Rhetorik der Spätaufklärung und die Nachwirkung der Französischen Revolution zurückzuführen. Sowohl die damalige Rückbesinnung auf stoische Ideale als auch die Verherrlichung germanischen Todesmuts, wie die Klassiker ihn beschrieben, trugen zur Verbreitung neuer kultureller Leitbilder bei.

Der Sklavereispruch findet sich zum ersten Mal bei Voltaire in dessen 1729 fertiggestellter und im folgenden Jahr mit viel Erfolg in Paris aufgeführter Tragödie Brutus, in der es heißt: 

„Dieux! donnez nous la mort plutôt que l'esclavage!.“

„Götter! Schenkt uns eher den Tod als die Sklaverei!“

Voltaires Wahlspruch wurde vielfach aufgegriffen, unter anderem von seinem friesischen Brieffreund Willem van Haren, dessen niederländische Zeilen im vielgepriesenen Gedicht Leonidas (1742) auf Deutsch als „Ich will eh’r todt als Sclave seyn“ übersetzt wurden. Das Gedicht hatte eine tiefgreifende Wirkung, indem es die Generalstaaten dazu anregte, sich aktiv am Österreichischen Erbfolgekrieg zu beteiligen. Voltaire hat sich seinerseits dadurch inspirieren lassen, indem er 1743 schrieb:

„In Rom sind wir Sklaven, in London Bürger. Die Größe eines Batavers besteht darin, ohne Herrn zu leben.“

Im Epos Gevallen van Friso („Das Schicksal von Friso“, 1741) hat van Haren den Passus „Phriso pro libertatem mortem appetit“ mit dem fiktiven Gründer der friesischen Nation, dem indischen Prinzen Friso verbunden.
Verwagt dan vrij den dood, indien gij niet kunt vlugten,

Of Slavernij; nog meer dan allen ramp te dugten!
Erblicke dann, wenn fliehen nicht mehr möglich ist, den Tod in Freiheit,

Oder die Sklaverei, die man mehr als alles Übel zu fürchten hat!
Der Charakter des Prinzen Friso basierte zwar auf der Person des friesischen Erbstatthalters Wilhelm IV., der als Garant der friesischen Freiheit gegenüber der holländischen Regentenclique galt. Die vaterländische Rhetorik des Gedichts wurde jedoch in den 1780er Jahren von der westfriesischen Patriotenbewegung, die die Macht der Oranierdynastie brechen wollte, aktualisiert und neu interpretiert.
Der Satz „lieber Tod als Sklaverey“ findet sich ebenfalls in Edward Gibbons bahnbrechender Arbeit Geschichte des Verfalls und Untergangs des Römischen Reichs (1776), das 1800 auf Deutsch erschien.
Eine ähnliche Rhetorik erklang in der amerikanischen Revolution, wo der Abgeordnete aus Virginia, Patrick Henry, 1775 die Wörter „Give me Liberty, or give me Death!“ („Gebt mir Freiheit oder gebt mir den Tod!“) geprägt haben soll. In Anlehnung an den römischen Senator Cato der Jüngere stieß er dabei einen Brieföffner aus Elfenbein an seine Brust als wollte er sich das Leben nehmen. Die Zuhörer hätten darauf „To arms! To arms!“ („Zu den Waffen! Zu den Waffen!“) gerufen. Der Satz geht auf die Tragödie Cato (1713) von Joseph Addison zurück, in der der Heldenmut des Senators gepriesen wurde. Die Geschichte wurde jedoch erst 1817 publiziert.
In Friedrich Schillers Schauspiel Die Räuber (1781) findet man den Wahlspruch „Tod oder Freiheit!“, und in seinem Wilhelm Tell (1804) ist der Passus „eher den Tod, als in die Knechtschaft“ Teil des Rütlischwurs. Auch bei ihm steigert sich die Freiheitsrhetorik: „Wir wollen frei sein, wie die Väter waren, und lieber tot, als in der Knechtschaft leben“.
Die neue politische Sprache wurde besonders von der holländischen Patriotenbewegung verwendet, die 1787 einen militärischen Staatsstreich gegen die autokratische Herrschaft des Erbstatthalters Wilhelms V. inszenierte. Der neue Spruch „Liever dood als slaaf“ („Lieber tot als Sklave“, jetzt zum ersten Mal im Singular!) taucht spätestens im März 1786 in der radikalen Presse auf. Das revolutionäre Kriegsgericht von Franeker berichtete im September 1787, man wäre entschlossen, eher den Tod als die Sklaverei zu wählen. Dazu konnte man sich nicht vorstellen, dass es „entartete Friesen“ geben würde, die damit nicht einverstanden wären. Die Revolutionäre in Belgien bedienten sich ähnlicher Phrasen.
Voltaires Tragödie erreichte in den Anfangsjahren der Französischen Revolution ein Massenpublikum. Der Charakter Brutus’ wurde damit zur Ikone der Umwälzung. Am Tage, an dem man 1793 Ludwig XVI. enthauptet hat, wurde die Tragödie im Theatre de la Nation aufgeführt; und das Publikum bekundete seine Zustimmung zu der Zeile „Götter! Lieber Tod als Sklaverei!“ durch langen und ununterbrochenen Beifall. Der Kampfruf wurde darüber hinaus seit 1791 mit der weit verbreiten Hymne der Ersten Französischen Republik verbunden, deren Refrain war:
Plutôt la mort que l’esclavage,

C'est la devise des Français.
Eher den Tod als die Sklaverei,

Ist der Wahlspruch der Franzosen.
Zusätzlich wurden auch die Formulierungen „Vivre Libre ou Mourir“ („Frei leben oder sterben“), „L'Égalité ou la Mort“ („Gleichheit oder den Tod“), oder auch „Liberté, Égalité, Fraternité ou la Mort“ („Freiheit, Gleichheit, Brüderlichkeit, oder den Tod“) häufig in der französischen Revolution verwendet.

### Nationalromantik
Gerade im Restaurationszeitalter und in der Romantik fand eine Neuorientierung statt, in der der Freiheitsdrang mit nationalem Pathos verstrickt wurde. Dazu bekam der alte Sklavereispruch eine persönliche Note, indem man ihn vorzugsweise im Singular verwortete: „Lieber Sterben als Sklave zu sein!“, „Eher tot als elender Leibeigener!“, „Eher tot als Sklave!“, „Kein Sclave nie – viel lieber tod im Sarge!“, „Besser in's Grab als Sklav!“, „Freiheit oder Tod!“, heißt es in unterschiedlichen Sprachen. Der Dramatik der Zeit entsprechend wurde der selbstgewählte Tod oft als inszenierter Selbstmord dargestellt.
Im Jahr 1828 vollendete Daniel Auber seine Oper Die Stumme von Portici, deren Aufführung in Brüssel am 25. August 1830 weitreichende Folgen hatte, indem sie die Belgische Revolution auslöste. Hier wurde im Zweiten Akt ein Duett gesungen:
Pour un esclave est-il quelque danger?

Mieux vaut mourier que rester misérable!

Tomber le joug qui nous accable … !
Gibt es für einen Sklaven eine Gefahr?

Es ist besser zu sterben als elend zu bleiben,

Stürze das Joch, das uns niederdrückt … !
Durch diese anklingenden Worte wurde das Publikum schon ziemlich erregt, doch als der Fischer Masaniello im Dritten Akt mit einer Axt bewaffnet „Laufet zur Rache!“ sang, erhoben sich die Leute und riefen „Aux armes! Aux armes“ („Zu den Waffen! Zu den Waffen!“). Der Text klingt offensichtlich nach bei dem Nordfriesen Harro Harring (1798–1870), der 1832 schreibt:

„‚Der Freie … wählt … lieber den ehrenvollen Tod, als die Herabwürdigung seiner selbst im Sklavenjoche.“

Harring, der damals schon im Exil lebte, war ein Berufsrevolutionär, der sich im Mílieu außerordentlich gut auskannte. Doch einen direkten Bezug von ihm zu dem späteren Freiheitsspruch der Nordfriesen gibt es – so betont Rudolf Bülck – offensichtlich nicht. Zwar zitierte Harring bereits in seinem autobiographischen Roman Ronghar Jar (1828) die Wörter des Eneo Silvio aus Heimreichs Chronik:

„Ein uralt Wort, es ist bereits über tausend Jahre alt, sagt auf Latein: „Phriso pro libertate mortem appetit“ und wenn unser Jüngling von Thorshof sich auch der Tiefe dieses Worts nicht gramatikalisch anatomisch bewußt war, so fühlte er es dennoch so tief als irgend ein uralter Urahn, der, wie römische Geschichtschreiber gesagt haben, nur mit dem Motto: „Schwarzbrod und Freyheit!“ durch die Welt wogte.“

Doch erst 1848 finden wir ihn, aus Amerika kommend, auf dem Friesentag in Bredstedt, wo er sich für eine selbständige nordfriesische Republik innerhalb eines skandinavischen Staatenbundes aussprach. Seine Programmrede beendete er mit auf Schiller gemünzten Worten: „Wir wollen frei sein, wie die Väter waren, und lieber tot sein, denn als Sclave leben“. Dabei zückte er, scheinbar wie sein Vorbild Patrick Henry, seinen Dolch vor die Brust und sagte „Der muss das letzte Wort sprechen“. Erst 1849 erwähnt Harring den bekannten Friesenspruch in einem Gedicht.

### Lewer duad üs Slaw!

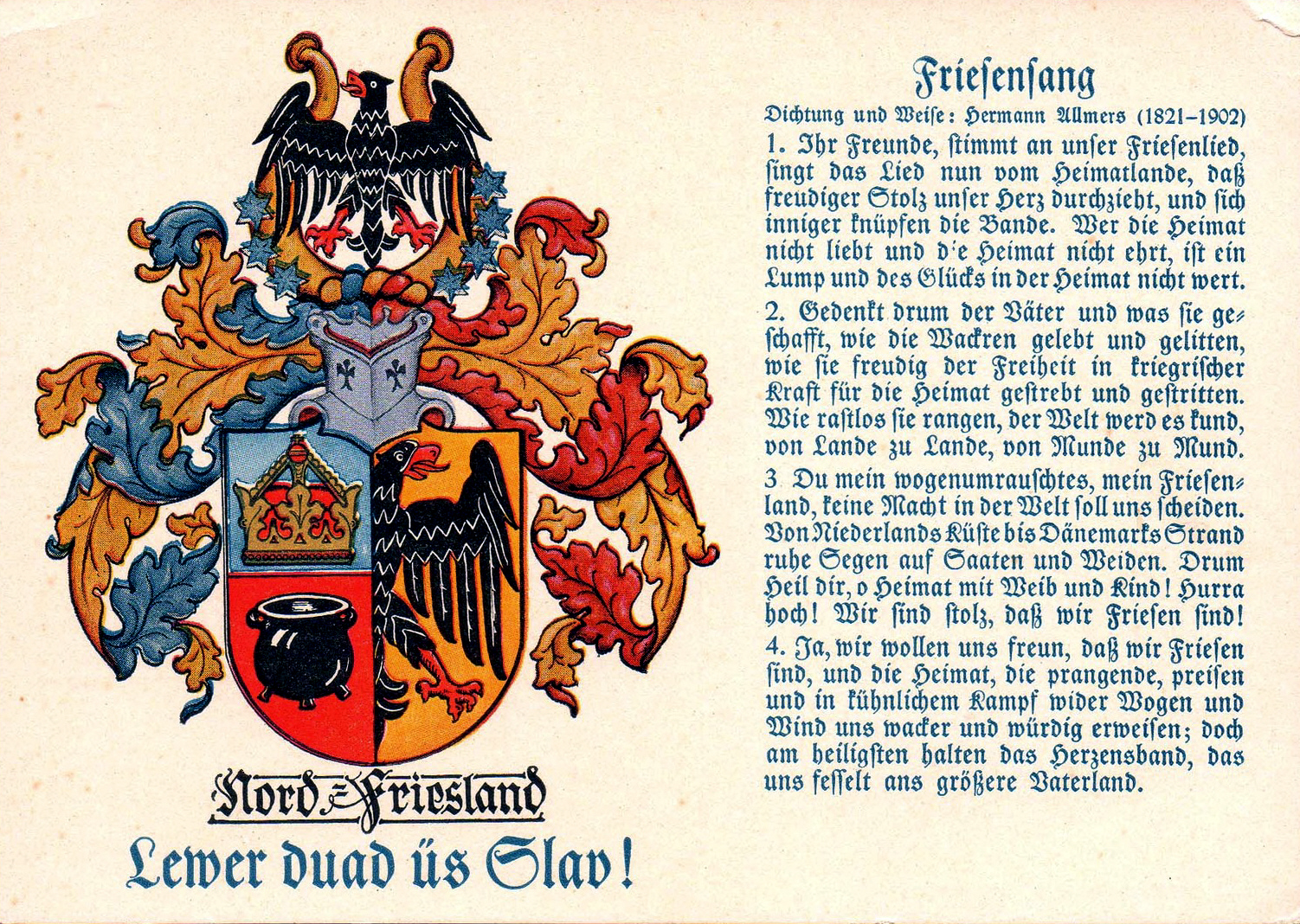
Wappen Nordfrieslands mit „Friesensang“ von Hermann Allmers. Ansichtskarte vom Verlag Soltau, Norden, um 1920.

In der Zeit der Nationalromantik entstand um 1842 in Nordfriesland eine friesische Bewegung, die sich für die Erhaltung und Weiterentwicklung einer friesischen Identität einsetzte. Zu nennen ist in diesem Zusammenhang u. a. der friesische Theologe Christian Feddersen, der die Friesen aufforderte, ihr friesisches Erbe nicht zu vergessen. Im aufkeimenden deutsch-dänischen Konflikt um das Herzogtum Schleswig konnte sich die friesische Seite jedoch nicht als eigenständiger nationalpolitischer Akter behaupten und die Mehrheit sah friesische Sprache und Kultur zunehmend als Teil des gesamtdeutschen Erbes. Nur einzelne wie z. B. Harro Harring befürtworteten eine nordfriesische Republik innerhalb eines pan-skandinavischen Gesamtstaates.
Der Sklavereispruch wurde spätestens 1837 ins mooringer Nordfriesisch als „Livre düed as Slaav!“ übersetzt. Der Heimatforscher Albert Panten vermutet, dass er bereits in den 1820er Jahren durch den irenisch ausgerichteten Pastor Christian Feddersen in Nordhackstedt geprägt wurde, jedoch vor allem als moralisch-religiöser Anreiz, sich nicht durch seine niederen Instinkte oder vom Gehorsam anderen gegenüber versklaven zu lassen. Dabei ist es allerdings klar, dass der Ausspruch zu gleicher Zeit politische Konsequenzen hatte, denn er wandte sich ganz dem Zeitgeist entsprechend gegen jede Form der Unterdrückung. Es wird angenommen, dass Heimreichs Bemerkungen über den Freiheitssinn der alten Friesen dabei mitbestimmend wirkten.
Die Fokussierung auf politische Freiheit hat sich danach schnell verbreitet. Der Spruch findet sich zum Beispiel im Dichtwerk Die Ostsee (1839) von Gustav Waldemar Gardthausen, in dem die Freiheitstradition der Friesen der deutsch geprägten schleswig-holsteinischen Einigungsbestrebung zugeordnet wurde. Im Anhang würdigt der Autor den Sylter Landvogt und Demokraten Uwe Jens Lornsen, der sich 1838 im Exil das Leben genommen hat. Bei Gardthausen findet sich der Friesenspruch „Lieber todt als Sklave“ wohl zum ersten Mal im Druck, quasi als originale Übersetzung aus dem Lateinischen, zusammen mit einem zweiten „alten nordfriesischen Wahl- und Trinkspruch ‘Rüm Hart, klar Kimming’ (‘Geräumiges Herz, klarer Horizont’)“. Der neuformulierte Spruch wurde – so weit bekannt – zum ersten Mal öffentlich verwendet bei einer politischen Kundgebung am 10. Dezember 1842 in Schleswig, indem der Gerichtsadvokat Rudolph Reuter aus Apenrade einen Toast „auf den friesischen Wahlspruch ‘Lieber todt als Sclave’“ ausbrachte.
Zu den Hauptakteuren der friesischen Bewegung gehörten, außer Feddersen, auch der Sylter Lehrer Christian Peter Hansen und der von Amrum stammende Philologe Knut Jungbohn Clement. In Feddersens bereits 1842 geschriebenen und 1845 veröffentlichten Fünf Worte an die Nordfriesen findet sich die Formulierung „Liewer düd äß Slaawe“.
Im Umkreis von Feddersen wurde ebenfalls das nordfriesische Phantasiewappen entworfen, mit Kaiserkrone, halbem Adler und (anfangs umgekehrtem) Grütztopf sowie der Umschrift unten herum „Liewer düd as Slaw“. Der Adler erinnerte an das vermeintliche Freiheitsprivileg Karls des Großen, die Krone an den Tod des Königs Abel 1252 und der Grütztopf an eine märchenhafte Schlacht, wobei friesische Frauen die Dänen mit heißem Grützbrei beworfen und entmutigt hätten. Adler und Krone sind vermutlich aus westfriesischen Chroniken des 17. Jahrhunderts entlehnt worden. Die Geschichte mit den Grütztöpfen ist apokryphisch und könnte durchaus von Hansen selbst stammen.
Am 10. Juni 1844 fand das erste Heimatfest der Nordfriesen in Bredstedt statt. Dort wurde der Spruch in friesischer und deutscher Sprache auf einer Fahne und auf Ehrenpforten genutzt, dokumentiert unter anderem von Theodor Storm, der am Fest teilnahm. Storm schreibt, nicht ohne Ironie, wie der schleswiger Politiker Wilhelm Beseler das Publikum dazu drängte, gemeinsam „das alte Friesenwort“ quasi als Glaubensbekenntnis zu deklamieren. Der Bredstedter Advokat Paul Lorenzen erklärte auf Plattdeutsch, dass der Spruch nichts anderes bedeutete, als „dat wi glieke frie Lüde sind“, ohne Adel, doch mit Edelmut im Herzen. Die Fahne, die heute im Nordfriisk Instituut verwahrt wird, wurde zusammen mit der Wappenfahne Schleswig-Holsteins (mit Unterschrift „Up ewig ungedeelt“) herumgetragen und auf dem Festplatz aufgestellt. Wenige Monate später fand der Spruch auch bei einem ähnlichen Fest in Schleswig großen Anklang, während er ebenfalls in einer Petition auftauchte.
Clement, der als einer der Initiatoren des Heimatfestes gilt, verwendete den Spruch bereits 1842 als Motto eines Buches zur Geschichte der nordgermanischen Welt. In einem Werk Die Lebens- und Leidensgeschichte der Frisen, insbesondere der Frisen nördlich von der Elbe schreibt er drei Jahre später auf der Impressumsseite: „‘Lewer duad üs Slaw!’ Lieber todt als Sklaw!“ Dies sei der „Wahlspruch aller Frisen“. In einem späteren Kapitel notiert er, dass der Wahlspruch – wie der Spruch „Rüm Hart, klar Kimming“ – bereits aus einer mythischen Vorzeit datierte, als die friesischen Länder noch vereint und nicht vom Meer zerschnitten waren.
Beide Sprüche finden sich 1845 ebenfalls bei Hansen.

### Verbreitung

#### Erhebung und Gründerzeit

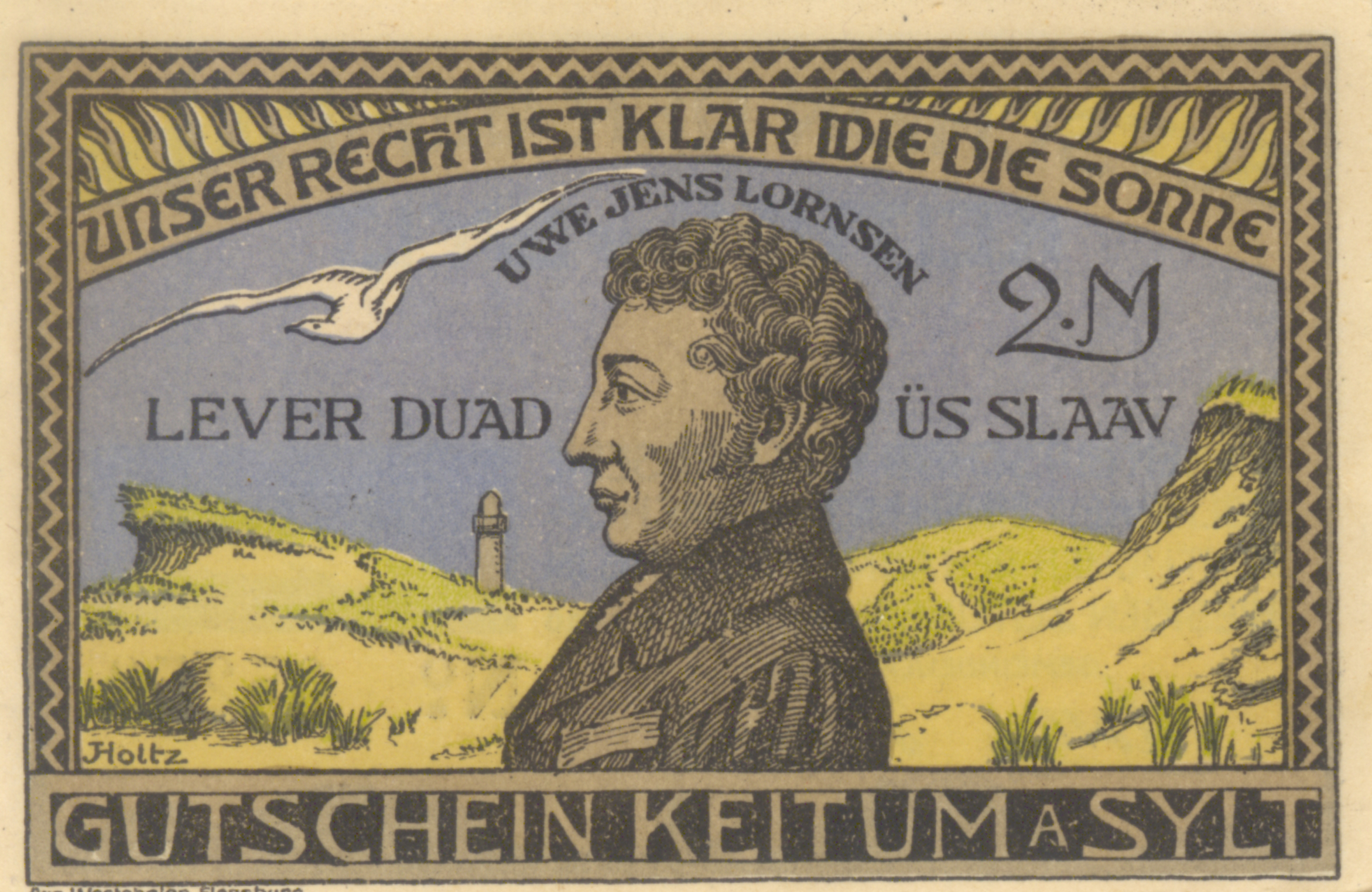
Notgeldscheine von der Insel Sylt mit Aufschrift „Lewer duad üs Slaav“, 1920, nach einem Entwurf von Johann Holtz (1875–1944).

Der Spruch war – häufig zusammen mit dem Wappen – in Nordfriesland ungemein weit verbreitet und wurde in vielen Publikationen landesweit zitiert. Er bekam eine zentrale Stellung in der deutschnationalen politischen Propaganda, die sich vor allem gegen Dänemark richtete. So verwies der Radikaldemokrat Friedrich Hecker bereits 1846 in der badischen Ständeversammlung auf das Banner der freien Friesen und seine Unterschrift, die er interpretierte als: „Eher todt als Sclave. Rettet die deutsche Erde gegen die Dänen!“
Ein bekanntes Lied, das zugleich als politisches Programm für die Abtrennung Schleswig-Holsteins von Dänemark aufzufassen war, erwähnt den Wahlspruch der Friesen 1847:
Kennt ihr das Land in Deutschlands Norden,

Wo Männer wohnen gut und brav;

Wo Holstentreu zum Spruch geworden,

Zum Wahlspruch: „Lieber todt als Sklav’“?
Während der Schleswig-Holsteinischen Erhebung (1848/49) und deren Nachwirkung wurden weitere historische Mythen geschaffen, die aktuelle politische Positionen legitimierten.
Christian Peter Hansen behauptete zum Beispiel in seiner 1856 erschienenen Chronik der Friesischen Uthlande, dass die Nordfriesen 1252 vor der Schlacht bei Oldenswort, in der sie den dänischen König Abel besiegten, „in Uebereinstimmung mit ihrem alten Wahlspruch ‘Lewer duad üs Slaaw’“ schworen, zu siegen oder zu sterben. Auch verband er den Spruch mit allerhand Erzählungen und Märchen, wie der Sage eines alten Insulaners, der sich angeblich das Leben nahm, anstatt sich den Forderungen des katholischen Klerus zu beugen. So ebenfalls mit der Geschichte des widerspenstigen Fischers Pidder Lüng, für den der westfriesische Warlord und vermeintliche Freiheitskämpfer Grutte Pier („Langer Peter“) (1480–1520) Pate stand. Die fiktive Geschichte von Pidder Lüng wurde Schritt für Schritt aus verschiedenen Elementen zusammengesetzt und erlangte auch internationale Beachtung, bis sie als eine Erfindung entlarvt wurde. In der Öffentlichkeit blieb sie aber wirksam.
In der Ballade „Pidder Lüng“ des deutschen Dichters Detlev von Liliencron über den gleichnamigen Sylter Fischer aus dem Jahr 1892 beendet dieser Spruch in der Schreibweise „Lewwer duad üs Slaav“ jede Strophe. Die kernige Ballade wurde von der Literaturkritik mit Jubel aufgenommen und galt als Bruch mit den „formvollendeten, aber weichlichen und saftlosen Balladen“, mit denen die Schulbücher gefüllt wären. Sie fand aber ebenfalls in der linken freien Jugendbewegung Beachtung, wo man den Friesenspruch als Ausdruck eines frischen Lebensgefühls empfand.

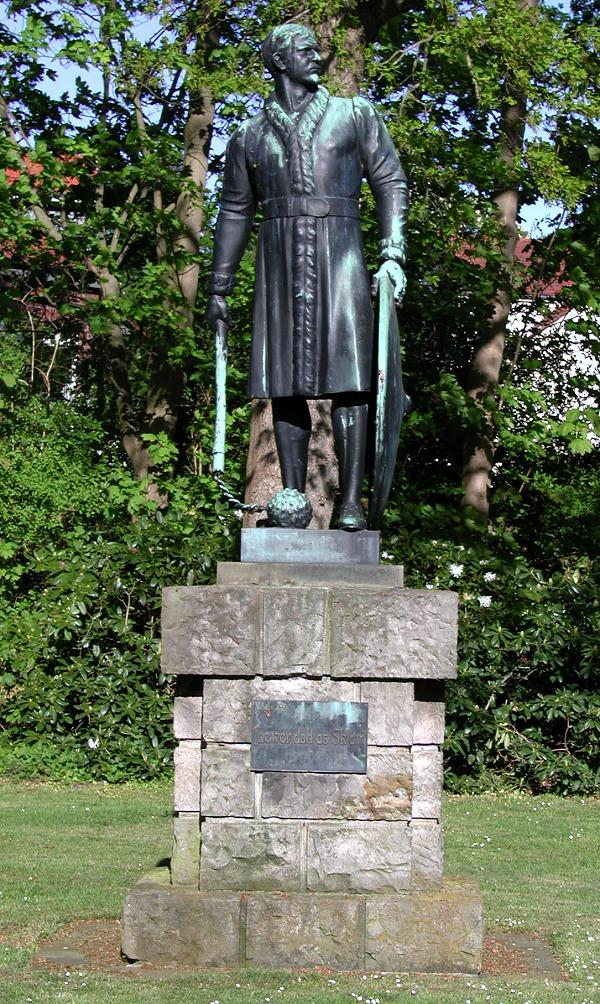
Statue der Hartwarder Friese, 1914.

Der Spruch verbreitete sich bald nach anderen Regionen. Der norddeutsche Heimatautor Hermann Allmers verwendete ihn in seinem Epos Die Stedinger (1860), wo es auf Niederdeutsch „Lewer dod as Sklav“ heißt. Demzufolge wurde der Spruch trotz des Fehlens jeder Belege mit dem Stedingeraufstand und der Schlacht bei Altenesch 1234 verbunden. Im bekannten Gedicht „Friesengruß“ hat Allmers den als „Friesenspruch“ bezeichneten Wahlspruch mit dem Ausruf „Eala Frya Fresena“ zusammengebracht. Hugo Zieger malte 1893 das Fresko ‘Der Bruderkuß’ mit dem Unterschrift „Lever dod as Slav“, das sich jetzt im Museum Nordenham befindet. Der von Allmers gegründete Rüstringer Heimatbund stiftete 1914 das Denkmal des Hartwarder Friesen in Rodenkirchen, das an die Schlacht an der Hartwarder Landwehr im Jahr 1514 erinnerte, infolgedessen die Butjadinger und Stadlander Friesen ihre Freiheit aufgeben mussten. Die bronzene Statue bekam die niederdeutsche Inschrift „Lewer dod as Sklav“.
Im Gedicht „Die friesische Heimat“ (1884) des Ostfriesen Harbert Harberts wird der Spruch ebenfalls als „Lever dood as slav“ erwähnt. Der Stormarner Heimatautor und Lehrer Ludwig Frahm publizierte 1914 plattdeutsche Kriegsgedichte unter dem Titel „Leewer dod, as Slav“.

#### Weimarer Republik
In der Weimarer Republik wurde „Lieber tot als Sklave“ mit Bezug auf den Vertrag von Versailles zum Wahlspruch rechter Parteien bis hin zu gemäßigten Sozialdemokraten, wie dem preußischen Ministerpräsidenten Paul Hirsch. In Nordfriesland richtete sich die Stimmung im Vorfeld der Volksabstimmung zur Restitution Nordschleswigs vehement gegen Dänemark. Der Spruch findet sich deshalb auf vielen Notgeldscheinen, bisweilen – wie in Klanxbüll – mit folgendem auf der Rückseite: „Gott wolle uns behüten, daß wir Friesen nicht werden Jüten“. Der Sklavereispruch wurde zudem zur Parole der radikalen Landvolkbewegung.
In Lettland operierte 1919 der Freikorps Eiserne Division bisweilen unter der Devise „Lieber tot als Sklav!“. Die Division wurde eingesetzt, um die revolutionären Arbeiter- und Soldatenräte, die infolge des Kieler Matrosenaufstands in Bremen, Wilhelmshaven, Emden und anderen Städten entstanden, zu unterdrücken. Auch Kriegsdenkmäler wurden mit dem Spruch ausgestattet, zum Beispiel in Lemwerder und in Norden (nach einem Entwurf von Hermann Hoseus, 1927).
Kritiker des Spruchs, wie Alfred Kerr und Georg Hermann, die erwiderten, man wäre „besser dreimal Sklave“ oder „fünfmal feige als ein Leben lang tot“, wurden als Repräsentanten des entarteten Judentums und einer vermeintlichen „Sklavenmentalität“ denunziert. Ihnen wurde vorgeworfen, sie hätten den edlen Schlachtruf der Friesen in sein Gegenteil verkehrt und damit das deutsche Volk verhöhnt. Adolf Hitler zitierte den Spruch 1926 im zweiten Band von Mein Kampf. Bei seinem ersten Auftritt im Berliner Sportpalast am 16. November 1928 war der Spruch prominent angebracht, so wie das auch bei späteren Massenveranstaltungen geschah. Im Oktober 1929 meinte der Sozialdemokrat Julius Leber in einer Rede in Lübeck feststellen zu können: „Der große Wahlspruch der Nationalsozialisten heißt: ‘Lieber tot als Sklave’“. Verzweifelte Versuche der Sozialdemokraten, mit Hilfe der Eisernen Front und des Reichsbannere Schwarz-Rot-Gold unter dem Schlachtruf „Lewwer duad üs Slaav!“ wieder die Kontrolle über die Straßen zu erlangen, waren zum Scheitern verurteilt. Dem Aufruf zum Generalstreik Februar 1933 wurde kaum Folge geleistet.
Der evangelische Musikpädagoge Christian Lahusen schrieb dennoch 1930 den dreistimmigen Kanon „Lewer dod as Slav“, der eine gewisse Popularität besonders bei Gesangschulen und Musikpädagogen erlangte, doch schon bald in den NS-Sangbüchern auftauchte. Auch die SA soll den Spruch in einem Lied verwendet haben. Eine kritische Würdigung des Satzes wurde deshalb immer schwieriger.
Die weite Verbreitung des Sklavereispruchs nach dem Ersten Weltkrieg lässt sich bestätigen im Zeitungsportal Nordrhein-Westfalen, wo er zwischen 1846 und 1945 1300 Mal erwähnt wird, davon 30 % in der Weimarer Zeit und 57 % nach 1933. Fast 18 % der Erwähnungen sind auf Niederdeutsch und 14 % auf Friesisch, doch diese beide decken sich weitgehend mit der frühen NS-Zeit. Während des Krieges wurden die Dialektvariante selten verwendet.

#### NS-Zeit

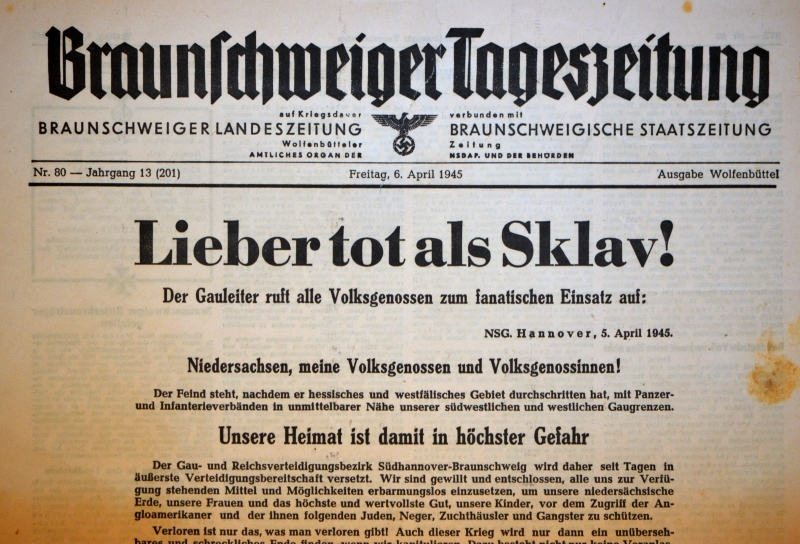
Titelseite der Braunschweiger Tageszeitung von Freitag, 6. April 1945, mit der Hetzrede „Lieber tot als Sklav!“ von Gauleiter Hartmann Lauterbacher.

Die Nationalsozialisten haben den Spruch zusammen mit Liliencrons Ballade massiv aufgegriffen und vereinnahmt, zuerst um die Bevölkerung für ihre Pläne zu gewinnen und die Kriegsbereitschaft zu steigern, später auch um die Rekruten einzuschüchtern, niemals zu kapitulieren. Seit Kriegsbeginn wurde der Spruch in der Regel auf Hochdeutsch zitiert, weil man Regionalgefühle als schädlich für die Einheit der Nation empfand. Am Kriegsende erschien er als Mahnung in den Zeitungen und wurde als Schlachtruf an die Wände gemalt. Nach der Kapitulation hatte der Spruch in der Öffentlichkeit erst einmal ausgedient.

#### Nach 1945

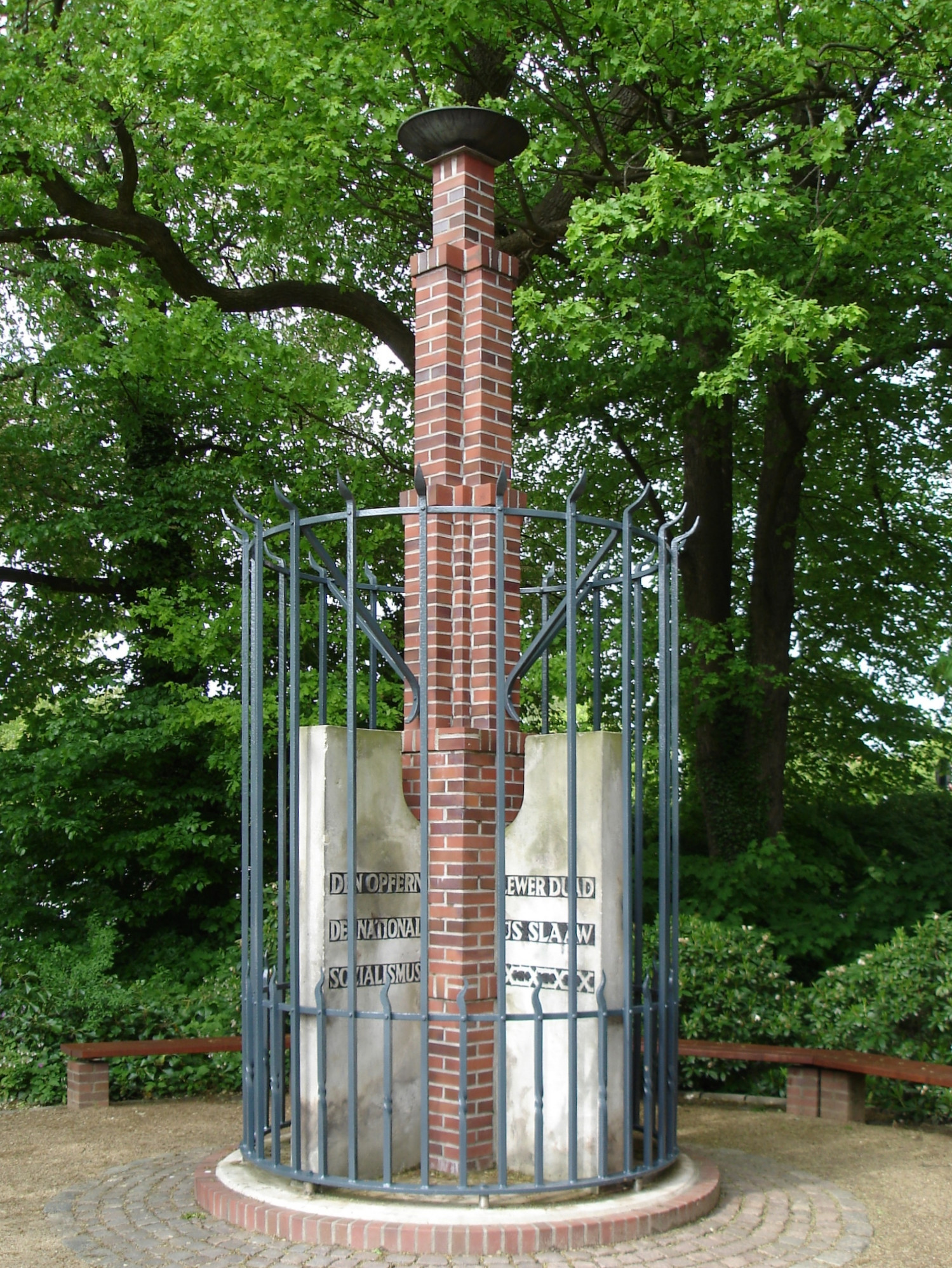
Das Mahnmal (1946) für die Opfer des Nationalsozialismus in Itzehoe hat die Inschrift „Lewer duad üs slaaw“

Der Spruch war allerdings auch in Widerstandskreisen beliebt. Deshalb wurde er, trotz der Instrumentalisierung in der NS-Zeit, nach 1945 gelegentlich weiter verwendet. Das geschah zum Beispiel 1946 auf einem Mahnmal für die Opfer des Nationalsozialismus in Itzehoe, hier jedoch auf Nordfriesisch. Der Sieg über den Nationalsozialismus wurde in diesem Sinne symbolisch mit dem mittelalterlichen Freiheitskampf gleichgesetzt. Initiator war der ungarische Jude Gyula Trebitsch (1914–2005), der die Kriegsjahre als Zwangsarbeiter und KZ-Häftling überlebt hatte. Der Entwurf stammt vom bekannten Hamburger Architekten Fritz Höger.
Auf dem Schlüttsiel, einer Schleuse im Außendeich des Hauke-Haien-Kooges (Kreis Nordfriesland), steht unterhalb eines Mosaiks mit dem inoffiziellen Friesenwappen aus dem Jahr 1959 der Spruch in der Version „Lewer duad üs Slav“. Der Spruch wurde 1979 auf einem Gedenkstein zur Schlacht am Königskamp bei Oldenswort 1252 auf Niederdeutsch als „Lewer dod as Slav“ zitiert. Bei dieser Schlacht fand König Abel von Dänemark den Tod, der Sage nach durch die Axt des Pellwormer Rademachers Wessel Hummer. Auf Langeneß wurde im Jahr 2000 ein Gedenkstein aufgestellt, mit der Inschrift auf Halligfriesisch „Liawer duad as Slaof“.

### Niederlande

#### Übernahme

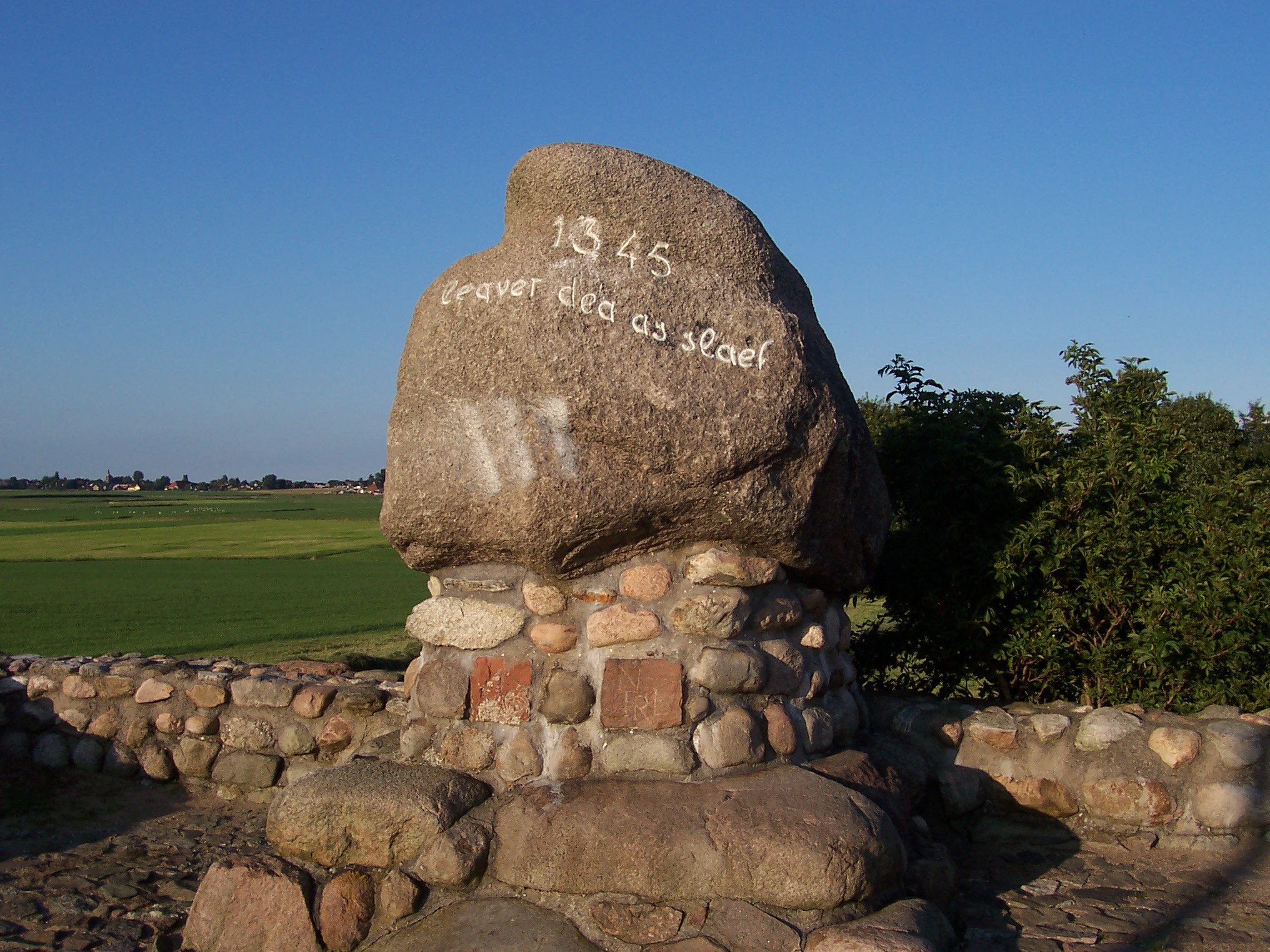
Gedenkstein auf dem Roten Klif zu Warns (Súdwest-Fryslân) mit der Inschrift „Leaver dea as slaef“. Nach einem Entwurf von Arjen Witteveen, 1951

In den Niederlanden wurde der nordfriesische Spruch frühzeitig übernommen, unter anderen durch die Sprachaktivisten Harmen Sytstra und Gerben Colmjon, den Klassiker Jan Ottema und den Arzt und Dialektforscher Johan Winkler.
Der Lehrer Harmen Sytstra, Gründer des Vereins „Selskip for Fryske Tael- en Skriftekennisse“, zitierte 1847 als erster den Spruch, den er nach eigenen Angaben „unseren nordfriesischen Brüdern“ verdankte. Bei Colmjon findet sich 1854 eine westfriesische Übersetzung „Leavor dead as slaef!“. Winkler behauptete später, dass der nordfriesische Spruch bereits um 1865 als Trinkspruch in seinem Amsterdamer Studentenkreis galt. Der Satz wurde ebenfalls durch den beliebten Romanautor Louwrens Penning zitiert, der die Worte aber Paul Kruger, dem Helden des südafrikanischen Burenkrieges, in den Mund legte.
Die Schreibweise evoluierte, bis daraus im 20. Jahrhundert die standardisierte Form „Leaver dea as slaef!“ entstand. Der Spruch wurde nur beiläufig als Teil der westfriesischen Identität wahrgenommen und eher auf die Nordfriesen und Stedinger bezogen. Das änderte sich zwar in den Vorkriegsjahren, als der Spruch „Lieber tot als Sklave“ von den Kritikern des deutschen NS-Regimes übernommen wurde. Doch sickerten die politischen Klischees der Nazis bald nach der Besetzung der Niederlande im Mai 1940 ungefiltert in die Öffentlichkeit ein.

#### Gedenkfeiern
Mitte der 1930er Jahre wurde zum ersten Mal behauptet, dass die friesischen Krieger bei der Schlacht bei Stavoren 1345 (von der die meisten Autoren glaubten, dass sie im benachbarten Warns (Súdwest-Fryslân) stattfand) den Wahlspruch „Ljeaver dea dan slaef!“ verwendet hätten.
Die verschiedenen Zweige der friesischen Bewegung (säkulär, reformiert und faschistisch – die Katholischen hielten sich zurück) fanden allmählich zueinander in dem Wunsch, sämtliche Kräfte für die Anerkennung von Sprache und Kultur zu bündeln. Bei der Suche nach einer Gedenkfeierstätte, wo man den friesischen Gemeinschaftssinn inszenieren könnte, fiel die vermeintliche Kampfstätte am Roten Kliff bei Warns als geeigneter Ort ins Auge. Die bevorstehende 600-Jahr-Feier 1945 würde dafür eine gute Gelegenheit bieten. Man einigte sich hierüber nicht sofort, es gab auch Alternativen, doch wusste der mit dem SS-Ahnenerbe verbundene Friesenrat im September 1942 durchzusetzen, dass an dieser Stelle eine erste Gedenkfeier stattfand, bei der der alte Friesenspruch „Ljeaver dea as slaef!“ neubelebt wurde. Die Feier wurde 1943 wiederholt.

#### Nach 1945
Geriet der Spruch in Deutschland nach dem Krieg vorübergehend im Verruf, in den Niederlanden hat man ihn eher mit einer gewissen Begeisterung aufgenommen. Lahusens Kanon wurde in den Schulen gesungen und bei öffentlichen Feiern aufgeführt. Die jährlichen Gedenkfeiern am Roten Kliff hat man gleich nach Kriegsende fortgesetzt, wobei der Sieg über den Nazi-Terror zum Mittelpunkt des Gedenkens wurde. Anfang 1951 hat man die Stiftung „Slach by Warns“ gegründet, die das Grundstück erwarb, auf dem die Gedenkfeiern fortan stattfanden.
Auf dem Roten Kliff befindet sich seit 1951 ein Denkmal, das durch den Architekten Arjen Witteveen entworfen wurde. Es besteht aus etwa 170 Tonnen an Findlingen, die größtenteils aus sanierten Deichstrecken stammen. In der Mitte steht ein 14 Tonnen schwerer Findling, die seit 1952 mit der Aufschrift „Leaver dea as slaef“ versehen ist. Auch die Helgoländer beteiligten sich 1951 an der Feier, indem sie um Unterstützung für ihren Wunsch, auf die zwangsevakuierte Insel zurückkehren zu dürfen, baten und einen Felsenbrocken ihrer Insel zur Anlage hinzufügten. Die dänisch gesinnten Friesen sandten ihre Glückwünsche. Die übrigen Nord- und Ostfriesen beteiligten sich erst später, dennoch wurde 1952 ein Stein mit der Aufschrift „Nrd. Frashlön“ eingemauert.
Die jährlichen Gedenkfeiern in Warns erhielten aufgrund der allgemeinen Empörung über das Ereignis am „Knüppelfreitag“ (16. November 1951), als Polizeibeamte einen Protest gegen die Sprachpolitik der Behörden gewaltsam beendeten, besondere Aufmerksamkeit. Das Rote Kliff wurde zum Symbol für den friesischen Wunsch nach Gleichberechtigung und für die Forderung, die eigene Sprache und Kultur besser zu schützen. Die Gedenkfeiern entwickelten sich zu einem Treffen der friesischen Bewegung in den Niederlanden, das frühere Meinungsverschiedenheiten überbrückte.
Das öffentliche Interesse war schwankend. Seit Anfang der 1960er Jahre ist die Zahl der Teilnehmer zurückgegangen, dennoch kam es immer wieder zu Zwischenfällen, die der Gedenkfeier größere Aufmerksamkeit verschafften und die Diskussion über Sprach- und Regionalpolitik anregten.
Der Verleger und Sprachaktivist Lykle Jansma ließ 1982 einen Silbertaler mit der Aufschrift „Ljeaver dea as slaaf“ in einer Auflage von 10.000 prägen, als Signal, dass Westfriesland außer einer regeren Sprachpolitik auch eine identitätsstiftende eigene Währung bräuchte.

## Remythologisierung
Viele Mythen zur friesischen Geschichte wurden in der zweiten Hälfte des 20. Jahrhunderts entkräftet und kritisiert. Die 1951 erschienene Arbeit des Kieler Bibliothekars Rudolf Bülck (1880–1954) zum Spruch „Lieber tot als Sklave“ war da sicherlich grundlegend. Seit den 1990er Jahren wird der Spruch jedoch zunehmend kommerziell verwertet, vor allem, um die Marke Friesland bei den Touristen bekannt zu machen und um andere regionale Produkte besser vermarkten zu können. Regionalkultur und Regionalgeschichte sind demzufolge Teil einer Markenführung geworden, die häufig zur Wiederbelebung rückwärtsgewandter Identitätsbilder und überholter Geschichtskonzepte führt.
Der Spruch „Lieber tot als Sklave“ lässt sich zudem auch politisch vermarkten und hat sich, besonders in der rechtsextremen Szene, bei radikalen Bauernaktionen und während der Covid-19-Proteste in Deutschland und den Niederlanden verbreitet.
Der Friesenspruch wurde ebenfalls in den Kinofilmen Pfad des Kriegers (2018) und Grutte Pier (2022) unkritisch verwendet. In dem wegen historischer Fehldeutungen stark angegriffenen Film Pfad des Kriegers von Roel Reiné wird behauptet, der Spruch wäre bereits in der Zeit des legendären Königs Radbod üblich gewesen. In Grutte Pier: Leaver dea as slaef von Steven de Jong wird der gewalttätige Warlord Pier Gerlofs Donia dargestellt als Freiheitskämpfer, der sich von den Erinnerungen an die Schlacht bei Warns 1345 hätte begeistern lassen.

## Verschiedenes
- In Ostfriesland soll der niederdeutsche Ausruf „Lever dood as Slaav“ („Lieber tot als Sklave“) als Antwort auf das Motto „Eala Frya Fresena“ (etwa: „Steht auf, ihr freien Friesen“) gelten.[109] Ob es sich um einen aktuellen Brauch handelt, darf bezweifelt werden. Eher handelt es sich um eine Reminiszenz an die Burschenschaften des 19. Jahrhunderts.
- Ein 2009 erschienenes Album der Rechtsrock-Gruppe Freiheitskampf heißt Lewwer duad üs Slaaw![110]
- 2015 erschien ein Album der Hardcore-Punk-Band COR mit dem Titel Lieber tot als Sklave.
- Lieber tot als Sklave. Die letzte Fahrt des Amrumer Kapitäns Hark Nickelsen ist ein historischer Roman von Udo Weinbörner, erschienen 2017.
- „Antes muerto que esclavo será“ („Lieber tot als Sklave sein“) ist ein Satz aus der Nationalhymne Guatemalas, die während des Kubanischen Unabhängigkeitskrieges 1897 geschrieben wurde.
- „Antes morrer livres que em paz sujeitos“ („Lieber als Freie sterben, als im Frieden Unterworfene zu sein“) ist der Wappenspruch der Azoren (1979). Er soll auf einen Brief des portugiesischen Gouverneurs Ciprião de Figueiredo an König Philipp II. von Spanien 1582 zurückzuführen sein.
- „Bolje grob nego rob, Bolje rat nego pakt“ („Besser das Grab als ein Sklave, besser ein Krieg als ein Pakt“) war das Motto jugoslawischer Demonstranten während des Staatsstreichs 1941, nachdem die Regierung einen Pakt mit den Achsenmächten unterzeichnet hatte.